# 浅田大翔
浅田 大翔（あさだ ひろと、2008年1月16日 - ）は、神奈川県藤沢市出身のサッカー選手。ポジションはMF、FW。

## 経歴
横浜F・マリノスジュニアユースから同ユースに進んだ。高校2年次の2024年8月2日に1学年上の埜口怜乃、望月耕平とともにトップチームに2種登録された。翌日に行われたニューカッスル・ユナイテッドFCとの親善試合では埜口怜乃とともに途中出場を記録した。同年11月6日に行われたAFCチャンピオンズリーグエリート2024/25のブリーラム・ユナイテッドFC戦で榊原彗悟に代わって途中出場し、トップチーム公式戦初出場を記録した。16歳9か月21日でのトップチーム出場は久保建英の持っていた同クラブ史上最年少記録（17歳2か月18日）を更新し、クラブ史上初の16歳でトップチーム出場を果たした、として公式に発表されたが、翌日にAFCチャンピオンズリーグ2004のプルシク・ケディリ戦に三浦旭人が16歳6か月13日で出場していたため、これを訂正した。
2025年シーズンより、トップチーム昇格を発表。昇格時点では17歳0か月16日でクラブ史上最年少となる。

## 所属クラブ
- SCH.FC (藤沢市立六会小学校)
- 2020年 - 2022年 横浜F・マリノスジュニアユース (藤沢市立六会中学校)
- 2023年 - 2024年 横浜F・マリノスユース (法政大学第二高等学校)
  - 2024年8月 - 同年12月  横浜F・マリノス (2種登録選手)
- 2025年 -  横浜F・マリノス

## 個人成績
| 国内大会個人成績 | 国内大会個人成績 | 国内大会個人成績 | 国内大会個人成績 | 国内大会個人成績             | 国内大会個人成績 | 国内大会個人成績 | 国内大会個人成績 | 国内大会個人成績 | 国内大会個人成績 | 国内大会個人成績 | 国内大会個人成績 |
| 年度             | クラブ           | 背番号           | リーグ           | リーグ戦                     | リーグ戦         | リーグ杯         | リーグ杯         | オープン杯       | オープン杯       | 期間通算         | 期間通算         |
| 年度             | クラブ           | 背番号           | リーグ           | 出場                         | 得点             | 出場             | 得点             | 出場             | 得点             | 出場             | 得点             |
| 日本             | 日本             | 日本             | 日本             | リーグ戦                     | リーグ戦         | リーグ杯         | リーグ杯         | 天皇杯           | 天皇杯           | 期間通算         | 期間通算         |
| ---------------- | ---------------- | ---------------- | ---------------- | ---------------------------- | ---------------- | ---------------- | ---------------- | ---------------- | ---------------- | ---------------- | ---------------- |
| 2025             | 横浜FM           | 46               | J1               |                              |                  |                  |                  |                  |                  |                  |                  |
| 通算             | 日本             | 日本             | J1               | \|\|\|\|\|\|\|\|\|\|\|\|\|\| |                  |                  |                  |                  |                  |                  |                  |
| 総通算           | 総通算           | 総通算           | 総通算           | \|\|\|\|\|\|\|\|\|\|\|\|\|\| |                  |                  |                  |                  |                  |                  |                  |

| 国際大会個人成績 | 国際大会個人成績 | 国際大会個人成績 | 国際大会個人成績 | 国際大会個人成績 |
| 年度             | クラブ           | 背番号           | 出場             | 得点             |
| AFC              | AFC              | AFC              | ACL              | ACL              |
| ---------------- | ---------------- | ---------------- | ---------------- | ---------------- |
| 2024-25          | 横浜FM           | 46               |                  |                  |
| 通算             | AFC              | AFC              |                  |                  |

## 代表歴
- 2023年 U-15日本代表
- 2024年 U-16日本代表
- U-17日本代表
  - AFC U17アジアカップ2025（2025年）